# Jagat Prakasha Malla
Jagat Prakasha Malla (népalais : जगत प्रकाश मल्ल) est un membre de la dynastie des Malla, il est roi de Bhaktapur, au Népal, de 1644 à 1673. Il succède à son père,  Naresha Malla, et est reconnu pour son activité de bâtisseur. Une inscription de 1667 lui donne le titre de « Maître des arts et sciences ». Après sa mort, son fils achèvera son œuvre architecturale.
Sur le plan militaire, il est en conflit avec ses parents, Pratapa Malla souverain de Katmandou et Srinivasa Malla de Lalitpur.